# Cosmos 233
Cosmos 233 (en cirílico, Космос 233) fue un satélite artificial militar soviético perteneciente a la clase de satélites DS (de tipo DS-P1-Yu) y lanzado el 18 de julio de 1968 mediante un cohete Kosmos-2I desde el cosmódromo de Plesetsk.

## Objetivos
Cosmos 233 fue parte de un sistema de satélites utilizados como objetivos de prueba para el sistema de radares antibalísticos soviéticos. Los satélites del tipo DS-P1-Yu fueron desarrollados por V. M. Kovtunenko en la OKB-586 y fueron utilizados hasta 1978, con un total de 78 lanzamientos.
El propósito declarado por la Unión Soviética ante la Organización de las Naciones Unidas en el momento del lanzamiento era realizar "investigaciones de la atmósfera superior y el espacio exterior".

## Características
El satélite tenía una masa de 250 kg (aunque otras fuentes indican 325 kg). El satélite fue inyectado inicialmente en una órbita con un perigeo de 218 km y un apogeo de 1545 km, con una inclinación orbital de 82 grados y un periodo de 102,1 minutos.
Cosmos 233 reentró en la atmósfera el 7 de febrero de 1969.